# The Incredible Hulk (serie de televisión de 1996)
The Incredible Hulk (en español: Hulk, el Hombre Increíble) es una serie animada de televisión que se compuso de 21 episodios. Creada en 1996 por Marvel Studios y Saban Entertainment la serie es de formato animado (la última serie animada fue emitida por la NBC en 1982). Lou Ferrigno fue el actor que dio voz a Hulk. 
La serie continúa con el concepto compartido por Marvel Animated Universe, con numerosos episodios protagonizados por otros personajes de los dibujos Marvel de la época. En la segunda temporada (tras decidir la UPN que la primera era demasiado oscura), cambiaron el formato, dulcificándolo e incluyendo a She-Hulk como coprotagonista: El resultado es que la serie fue oficialmente renombrada como The Incredible Hulk and She-Hulk.

## Temporada 1
| Ep. # | Título                                                                 | Emitido                  |
| ----- | ---------------------------------------------------------------------- | ------------------------ |
| 1     | «El Regreso de la Bestia, Primera Parte» «Return of the Beast, Part 1» | 8 de septiembre de 1996  |
| 2     | «El Regreso de la Bestia, Segunda Parte» «Return of the Beast, Part 2» | 15 de septiembre de 1996 |
| 3     | «Poder Eléctrico» «Raw Power»                                          | 22 de septiembre de 1996 |
| 4     | «Mano Amiga de Hierro» «Helping Hand, Iron Fist»                       | 29 de septiembre de 1996 |
| 5     | «Sangre Inocente» «Innocent Blood»                                     | 6 de octubre de 1996     |
| 6     | «Hombre a Hombre, Bestia a Bestia» «Man to Man, Beast to Beast»        | 27 de octubre de 1996    |
| 7     | «Destino» «Doomed»                                                     | 3 de noviembre de 1996   |
| 8     | «La Fortaleza Fantástica» «Fantastic Fortitude»                        | 10 de noviembre de 1996  |
| 9     | «Limites Mortales» «Mortal Bounds»                                     | 17 de noviembre de 1996  |
| 10    | «Y el Viento Grita... ¡Wendigo!» «And the Wind Cries...Wendigo!»       | 24 de noviembre de 1996  |
| 11    | «Oscuridad y Luz, Primera Parte» «Darkness and Light, Part 1»          | 2 de febrero de 1997     |
| 12    | «Oscuridad y Luz, Segunda Parte» «Darkness and Light, Part 2»          | 9 de febrero de 1997     |
| 13    | «Oscuridad y Luz, Tercera Parte» «Darkness and Light, Part 3»          | 16 de febrero de 1997    |

## Temporada 2
| Ep. # | Título                                                   | Emitido                  |
| ----- | -------------------------------------------------------- | ------------------------ |
| 14    | «El Hulk de Diferente Color» «Hulk of a Different Color» | 21 de septiembre de 1997 |
| 15    | «Recuerdos» «Down Memory Lane»                           | 28 de septiembre de 1997 |
| 16    | «Mente Sobre Anti-Materia» «Mind Over Anti-Matter»       | 5 de octubre de 1997     |
| 17    | «El Señor Fixit» «They Call Me Mr. Fixit»                | 26 de octubre de 1997    |
| 18    | «Las Guerreras de la Moda» «Fashion Warriors»            | 2 de noviembre de 1997   |
| 19    | «Las Rocas de Hollywood» «Hollywood Rocks»               | 9 de noviembre de 1997   |
| 20    | «La Ciudad Perdida» «The Lost Village»                   | 16 de noviembre de 1997  |
| 21    | «Misión: Imposible» «Mission: Incredible»                | 23 de noviembre de 1997  |

## Reparto
| Personaje                          | Actor Original (EE. UU.)      | Actor de voz (Latinoamérica)                                                            |
| ---------------------------------- | ----------------------------- | --------------------------------------------------------------------------------------- |
| Bruce Banner                       | Neal McDonough                | Armando Coria                                                                           |
| Hulk                               | Lou Ferrigno                  | Armando Coria                                                                           |
| Hulk Gris                          | Michael Donovan               | Armando Coria                                                                           |
| Elizabeth "Betty" Ross             | Genie Francis Philece Sampler | Laura Ayala Anabel Méndez (Resto)                                                       |
| Rick Jones                         | Luke Perry                    | Ricardo Tejedo                                                                          |
| General Thadeus "Thunderbolt" Ross | John Vernon                   | Alfonso Ramírez                                                                         |
| Mayor Glenn Talbot                 | Kevin Schon                   | Ricardo Mendoza                                                                         |
| Líder                              | Matt Frewer                   | Víctor Hugo Aguilar (1ª Voz) Alfonso Ramírez (Resto) Pedro D'Aguillon Jr. (Algunos Ep.) |
| Gargoyle                           | Mark Hamill                   | Ricardo Hill                                                                            |
| Abominación                        | Matt Frewer                   |                                                                                         |
| Agente Gabriel Jones               | Thom Barry                    | Roberto Mendiola                                                                        |
| Dr. Leonard Samson                 | Shadoe Stevens                | Marcos Patiño                                                                           |
| Jennifer Walters/She-Hulk          | Lisa Zane Cree Summer         | Norma Echevarría                                                                        |
| Zzzax                              | Michael Bell                  |                                                                                         |
| Dr. Walter Langkowski              | Peter Strauss                 | Gerardo Reyero                                                                          |
| Sasquatch                          | Clancy Brown                  | Gerardo Reyero                                                                          |
| Hombre Absorbente                  | Jim Cummings                  |                                                                                         |
| Allure                             | Jennifer Hale                 |                                                                                         |
| Danny Ketch/Ghost Rider            | Richard Grieco                |                                                                                         |
| Tony Stark/Iron Man                | Robert Hays                   | Alejandro Illescas                                                                      |
| Jim Rhodes/War Machine             | Dorian Harewood               | Ricardo Hill                                                                            |
| Jefferson Whitedeer                | Michael Horse                 |                                                                                         |
| Ogresa                             | Kathy Ireland                 |                                                                                         |
| H.O.M.E.R.O                        | Tom Kane                      |                                                                                         |
| Scimitar                           | Maurice LaMarche              |                                                                                         |
| Doctor Doom                        | Simon Templeman               | Roberto Mendiola                                                                        |
| Thor                               | John Rhys-Davies              | Salvador Delgado                                                                        |
| Dr. Donald Blake                   | Mark L. Taylor                | Salvador Delgado                                                                        |
| Doctor Strange                     | Maurice LaMarche              | Alejandro Illescas                                                                      |
| Demonio/Hulk Negro                 | Kevin Michael Richardson      | Roberto Mendiola                                                                        |
| John                               | George Buza                   |                                                                                         |
| Taylor                             | Leigh Baker Bailey            | Cristina Hernández                                                                      |
| Padre de Taylor                    |                               | René García                                                                             |
| Wendigo                            | Leeza Miller McGee            |                                                                                         |
| Sr. Walters                        | Stan Lee                      | Armando Réndiz                                                                          |
| Diana/Híbrido                      | Dawnn Lewis                   |                                                                                         |
| La Mole                            | Chuck McCann                  | Alfonso Ramírez                                                                         |
| Señor Fantástico                   | Beau Weaver                   | Paco Mauri                                                                              |
| La Antorcha Humana                 |                               | Roberto Mendiola                                                                        |
| Mujer Invisible                    |                               | Yolanda Vidal                                                                           |